# البير (بلاد الروس)

تعديل مصدري - تعديل

البير هي إحدى قرى عزلة ربع العبس بمديرية بلاد الروس التابعة لمحافظة صنعاء، بلغ تعداد سكانها 1529 نسمة حسب تعداد اليمن لعام 2004.